# پاته بانگورا
پاته بانگورا (انگلیسی: Pathé Bangoura؛ زادهٔ ۲۲ ژانویهٔ ۱۹۸۴) بازیکن فوتبال اهل گینه بود.
از باشگاه‌هایی که در آن بازی کرده است می‌توان به باشگاه فوتبال باکو، باشگاه فوتبال سن-اتین، باشگاه فوتبال شوالان، و باشگاه فوتبال گنجلربیرلیئی سومقاییت اشاره کرد.
وی همچنین در تیم ملی فوتبال گینه بازی کرده است.